# Erechthias terminella
Erechthias terminella är en fjärilsart som beskrevs av Walker 1863. Erechthias terminella ingår i släktet Erechthias och familjen äkta malar. Inga underarter finns listade i Catalogue of Life.